# Khaled Houissa
Khaled Houissa est un acteur franco-tunisien, connu pour avoir joué le rôle de Kamel dans la série télévisée Naouret El Hawa.

## Filmographie

### Cinéma
- 2011 :
  - Histoires tunisiennes de Nada Mezni Hafaiedh
  - Sauve qui peut (court métrage) de Fethi Doghri[2]
- 2012 : Jeudi après-midi de Mohamed Damak
- 2017 :
  - El Jaida de Salma Baccar
  - Noces d'épines de Mirvet Médini Kammoun
- 2019 : Saint Augustin, fils de ses larmes de Samir Seif
- 2020 : Shugaley de Denis Neimand
- 2021 : Sharaf de Samir Nasr (de)
- 2024 : La Maison dorée de Salma Baccar

### Télévision
- 2011 et 2014 : Maktoub de Sami Fehri
- 2012 :
  - La Fuite de Carthage de Madih Belaïd (téléfilm documentaire)
  - Yali Eyounek fi Sama
- 2013 : Zawja El Khamsa de Habib Mselmani et Jamel Eddine Khelif : Chokri Abdelmajed
- 2014 : Nsibti Laaziza (épisodes 5, 6, 8, 9 et 11 de la saison 4) de Slaheddine Essid : Nadim Testouri alias Midani
- 2014-2015 : Naouret El Hawa de Madih Belaïd : Kamel
- 2015 :
  - Histoires tunisiennes de Nada Mezni Hafaiedh
  - Anna e Yusuf de Cinzia TH Torrini
- 2016 : Warda w Kteb d'Ahmed Rjeb : Chiheb Ben Abdallah
- 2017 : Flashback (saison 2) de Mourad Ben Cheikh
- 2019 : Ali Chouerreb (saison 2) de Madih Belaïd : Idriss
- 2019 et 2021 : Machair de Muhammet Gök
- 2022 : 13 rue Garibaldi d'Amine Chiboub
- 2023 : Djebel Lahmar de Rabii Tekali : Hichem
- 2024 : Beb Rezk de Heifel Ben Youssef : Slim Ben Mustafa

### Vidéos
- 2015 : spot promotionnel pour l'association Tunespoir, réalisé par Madih Belaïd[3]

## Théâtre
- 2007 : Questions de vie de Taoufik Jebali
- 2008 : Lettre aux acteurs de Valère Novarina, mise en scène de Taoufik Jebali
- 2009 : Manifesto Essourour d'Ali Douagi, mise en scène de Taoufik Jebali
- 2010 : Le Pain quotidien, texte de Gesine Danckwart (de) et mise en scène de Naoufel Azara et Taoufik Jebali
- 2012 : Le Rêve de Marzou de Jean-Luc Garcia
- 2022-2024 : Le Quatrième pouvoir, texte de Neji Zairi et mise en scène d'Abdelkader Ben Saïd[4]